# درة راهبة

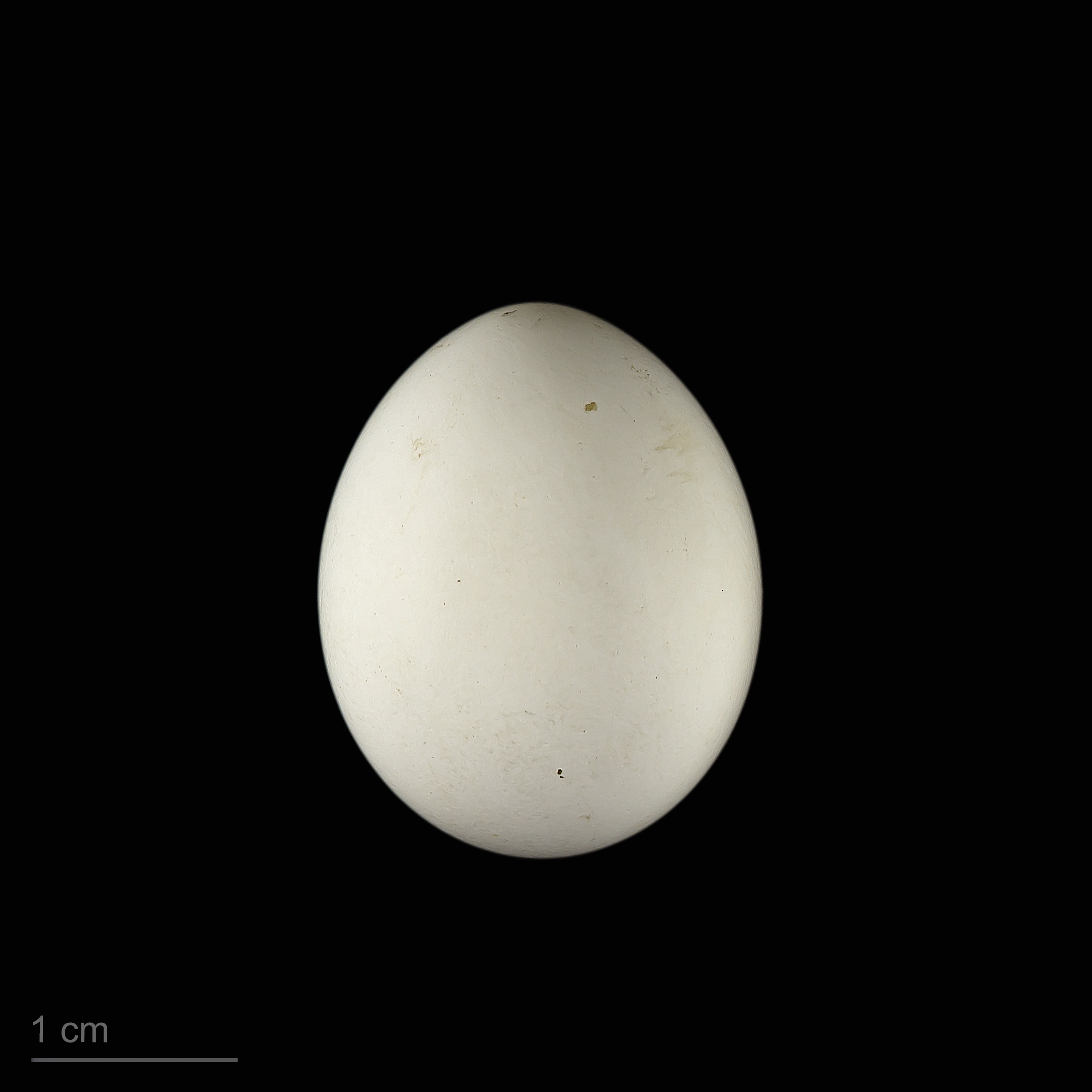
Myiopsitta monachus

الدرة الراهبة (الاسم العلمي: Myiopsitta monachus) هو ببغاء صغير لونه أخضر مشرق ذو صدر رمادي وبطن أصفر مخضر. في معظم التصنيفات، تصنف على أنها العضو الوحيد في جنس Myiopsitta. يتواجد في الأصل بالمناطق المعتدلة إلى شبه الاستوائية في الأرجنتين والدول المحيطة في أمريكا الجنوبية. وتتواجد أعداد هائلة منها في العديد من الأماكن، وخاصة في أمريكا الشمالية وأوروبا.